# Cleridae

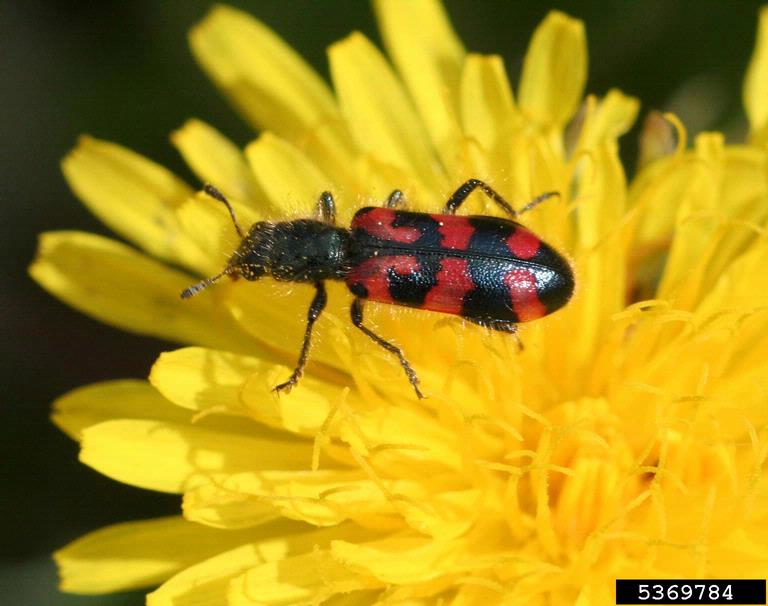
Trichodes ornatus (Clerinae) en una flor

Los cléridos (Cleridae) son una familia de coleópteros polífagos de cuerpo blando y peludo y a menudo brillantes colores. Incluye unas  3.500 especies en todo el mundo.
Son depredadores y se caracterizan por tener un pronoto estrecho con lo que la cabeza y la base de los élitros son más anchas. Las larvas poseen unas piezas bucales muy protuberantes ventralmente.
Algunas especies son plagas de productos almacenados. Otras tienen uso en medicina forense.

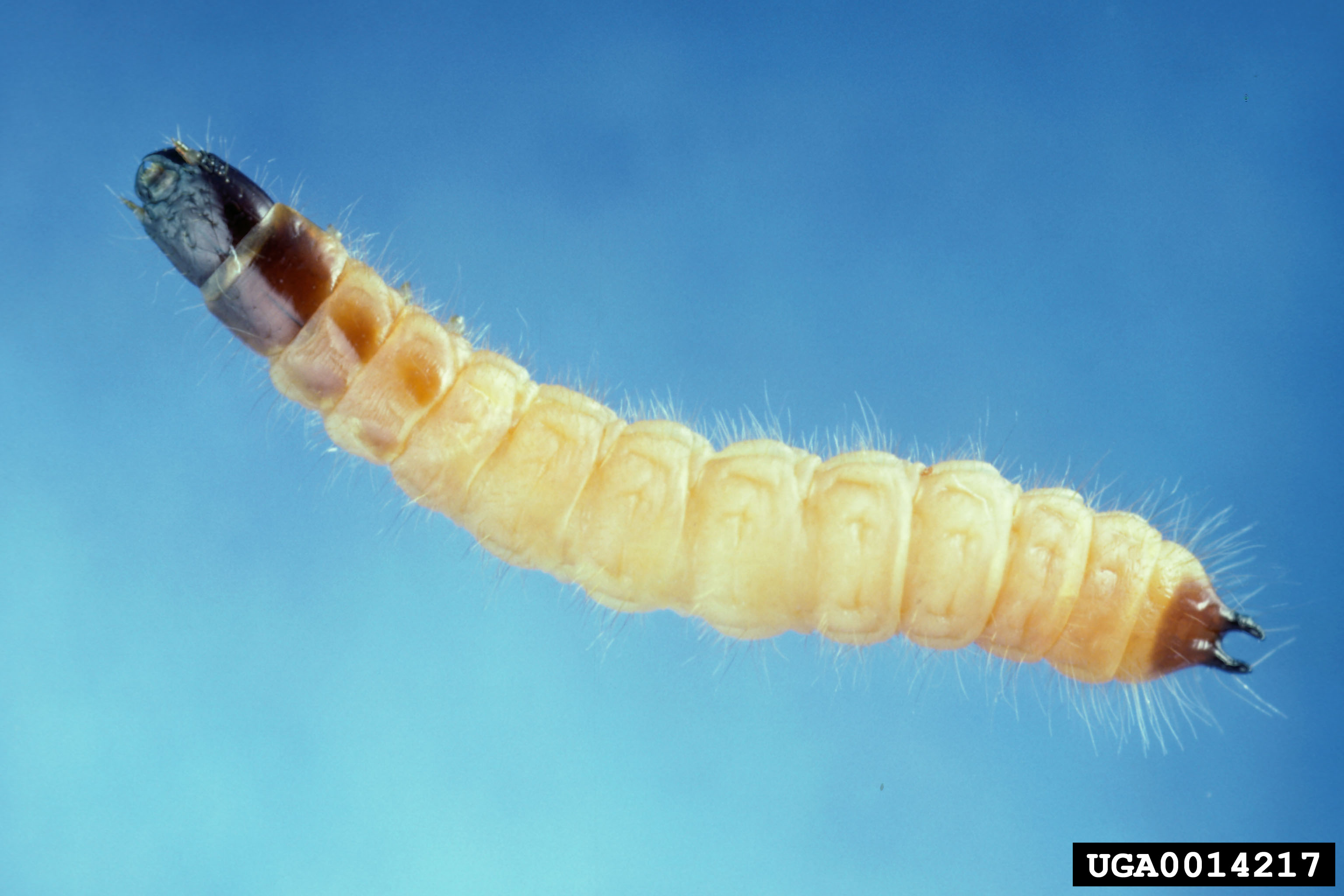
Larva de Thanasimus dubius

## Ciclo vital
El ciclo vital puede durar de 35 días a tres años, según el ciclo vital de sus presas y según la temperatura. Los huevos son depositados en huecos de la corteza a fines del verano o principios de otoño.

## Taxonomía
La familia Cleridae incluye ocho subfamilias:
- Subfam. Thaneroclerinae Chapin, 1924
- Subfam. Tillinae Leach, 1815
- Subfam. Hydnocerinae Spinola, 1844
- Subfam. Clerinae Latreille, 1802
- Subfam. Epiphloeinae Kuwert, 1893
- Subfam. Enopliinae Gistel, 1856
- Subfam. Tarsosteninae Jacquelin du Val, 1860
- Subfam. Korynetinae Laporte, 1836

Incertae sedis
- Aphelocerus Kirsch, 1871 (Clerinae? Tillinae?)
- Apteropilo Lea, 1908 (Clerinae? Enopliinae?)
- Cleropiestus Fairmaire, 1889 (Clerinae? Hydnocerinae?)
- Dermestoides Schaeffer, 1771 (Korynetinae s.l.?)
- Evenoclerus Corporaal, 1950 (Clerinae? Hydnocerinae?)
- Muisca Spinola, 1844 (Clerinae? Enopliinae?)
- Neorthopleura Barr, 1976 (Korynetinae s.l.?)
- Parapelonides Barr, 1980 (Korynetinae s.l.?)
- Perilypus Spinola, 1841 (Clerinae? Tillinae?)
- Syriopelta Winkler, 1984 (Korynetinae s.l.?)